# Jean Barraqué
Jean-Henri-Alphonse Barraqué (Puteaux, 17 de enero de 1928-París, 17 de octubre de 1973), fue un compositor francés de música clásica, representante y difusor de la música serial.

## Trayectoria
En la década de 1940, Barraqué fue cantor en Notre Dame y además aprendió piano. Se dice que la escucha de la Sinfonía inconclusa’ de Schubert, le reveló su vocación. 
Fue alumno de Jean Langlais (armonía y contrapunto), y sobre todo, entre 1948 y 1951, de Olivier Messiaen, del cual siguió su célebre curso de análisis musical. 
Fue un creador exigente, de corta carrera —murió a los 45 años— que puede ser considerada como hermética por un melómano inadvertido, pero en todo caso la suya es una obra mayor. Se inscribe en la corriente musical francesa de la posguerra (de la música llamada «contemporánea»), con la introducción de las técnicas compositivas del dodecafonismo (serialismo) y de la música concreta (en la que los sonidos se producen por objetos y máquinas).
En todo caso, fue un compositor independiente, con una escritura musical rigurosa y concisa que desarrolló la técnica de las «series proliferantes»; y describe éstas como un «mecanismo onírico» en el cual los intervalos se imbrican y se desagregan, engendrando una música que «se inventa sobre ella misma y se destruye en su curso».
Desde 1951 hasta 1954, colaboró con el «Groupe de recherches musicales» en el estudio de música electrónica de la Radiodiffusion-télévision française (RTF) fundada por Pierre Schaeffer, que inició la música concreta. Para Jean Barraqué, el compositor es un «músico que organiza elementos en el interior de un límite».
Su Sonate pour Piano, escrita a los 24 años, ha sido comparada con la Sonata para piano nº 2 de Pierre Boulez, contemporáneo suyo. Para André Hodeir, musicólogo y compositor, «nunca había habido tal densidad de escritura musical desde la Grand Fuga opus 133 [de Beethoven]». Hay en esta Sonata unas mística del silencio que el musicólogo François Nicolas definió como una entrada en el «devenir silencioso del ser sonoro».
Jean Barraqué conoció en 1952 al famoso filósofo del futuro, Michel Foucault. Fueron amigos, y luego tuvieron una historia de amor borrascosa, a la que Jean Barraqué puso final en 1956, y de la que queda una correspondencia inédita.
En 1955, se dispuso a componer una obra monumental, La Muerte de Virgilio, de Hermann Broch, que Michel Foucault le había sugerido, donde cuenta el viaje postrero del poeta a la muerte, y su encuentro con el emperador Augusto. Quedan sólo unos fragmentos, pues una parte se destruyó a su muerte. Ese carácter inconcluso de La Muerte de Virgilio expresa asimismo la grandeza del compositor, por su creatividad desmesurada, y su miedo existencial, que estuvo siempre presente en su obra; los señala el musicólogo Philippe Barraqué.
Jean Barraqué también fue investigador del CNRS, y escribió sobre Beethoven, Schubert y Webern, a los que admiraba mucho, así como sobre sus concepciones visionarias de composición musical. Una selección de sus textos fue reunida en 2001, donde destaca su estudio sobre la 5ª sinfonía de Beethoven. Es autor además de una monografía sobre Debussy.

## Obra principal
- 1950: Séquence, voz, batería e instrumentos varios.
- 1950-1952: Sonata para piano.
- 1954: Étude de musique concrète.
- 1957-1968: Le Temps restitué, soprano, coro y orquesta.
- 1959: ... au-delà du hasard.
- 1962: Concerto.
- 1966: Chant après chant.
- 1968: Concerto.
- 1973: Portiques de feu, para 18 voces.
- 1973: Hymnes à Plotia I et II, para cuarteto de cuerda y piano.
- La Muerte de Virgilio, fragmentos.

## Discografía
- Sonate pour Piano, por Herbert Henck, ECM New Series, 1621, 1996.
- Concerto, Le temps restitué - Ensemble 2e2m, Paul Méfano, Harmonia Mundi (905199), 1987.
- Œuvres complètes, por Stefan Litwin, Klangforum Wien, CPO (9995692), 1998.